# Trematocranus pachychilus
Trematocranus pachychilus è una specie di ciclidi haplochromini endemica del Lago Malawi. È limitato alla zona della baia di Jafua del Lago Malawi.

## Etimologia
Il nome della specie pachychilus significa labbro spesso in greco.

## Descrizione
Questa specie può raggiungere una lunghezza di 31,5-33,8 mm. La testa presenta un'angolazione netta, mentre il corpo è profondo e compresso lateralmente. Il muso è appuntito e la bocca terminale, con labbra molto spesse e denti sottili, generalmente dritti e leggermente incurvati verso l'interno. Il colore va da brunastro a leggermente grigiastro. Il dorso è più scuro del ventre.